# Линдо-Пустынь
Ли́ндо-Пу́стынь — деревня в городском округе город Бор Нижегородской области России.

## География
Деревня находится в центральной части Нижегородской области, в зоне хвойно-широколиственных лесов, на правом берегу реки Линда, на расстоянии приблизительно 6 км (по прямой) к северо-западу от города Бор, административного центра района. Абсолютная высота — 83 м над уровнем моря.

### Климат
Климат характеризуется как умеренно континентальный, с коротким умеренно тёплым летом и холодной продолжительной зимой. Среднегодовая температура воздуха — 3,6 °C. Средняя температура воздуха самого холодного месяца (января) — −13 °C (абсолютный минимум — −42 °C); самого тёплого месяца (июля) — 18,5 °C (абсолютный максимум — 37 °С). Среднегодовое количество атмосферных осадков составляет 500—600 мм, из которых две трети выпадает в тёплый период.

### Часовой пояс
Деревня Линдо-Пустынь, как и вся Нижегородская область, находится в часовой зоне МСК (московское время). Смещение применяемого времени относительно UTC составляет +3:00.

## Население
| 2002 | 2010 |
| ---- | ---- |
| 169  | ↘152 |

### Национальный состав
Согласно результатам переписи 2002 года, в национальной структуре населения русские составляли 98 %.

## Достопримечательности
Основная достопримечательность деревни — пятиглавая церковь Жён-Мироносиц, построенная из красного кирпича с двухпридельной трапезной и шатровой колокольней в 1852 году на средства купца М. П. Смирнова и церковного старосты А. Е. Грачёва, на месте первой деревянной церкви в селе, построенной в 1654 году и перестроенной в связи с ветхостью в 1772 году. Закрыта в конце 1930-х годов, на данный момент — заброшена. На верхней части стен по всему периметру сохранилась роспись. Имеет статус памятника архитектуры, ведутся работы по реконструкции.
В непосредственной близости от деревни по берегам реки Линды проходит маршрут экотропы «Нижний 800».